# مارشال مک‌لوهان
هربرت مارشال مک‌لوهان (به انگلیسی: Marshal McLuhan) ‏ (۲۱ ژوئیه ۱۹۱۱ – ۳۱ دسامبر ۱۹۸۰)، اندیش‌مندی کانادایی بود که مرکز مطالعات رسانه‌ای را در دانشگاه تورنتو تأسیس کرد. او به پیشوا و راهنمای فولکلور در دهه ۱۹۶۰ تبدیل شد و اصطلاحاتی مانند رسانه پیام است و دهکدهٔ جهانی را نوآوری کرد که وارد زبان روزمرهٔ ما شده‌است. کار او در ردیف اصلی مطالعه نظریهٔ رسانه قرار می‌گیرد. مک‌لوهان شبکه جهانی وب را تقریباً سی سال پیش از اختراع آن پیش‌بینی کرد. طبقه‌بندی رسانه‌ها به سرد و گرم، دادن صفت «غول خجالتی» به تلویزیون و صفت «طبل قبیله‌ای» به رادیو نیز از کارهای اوست.

## کار و زندگی

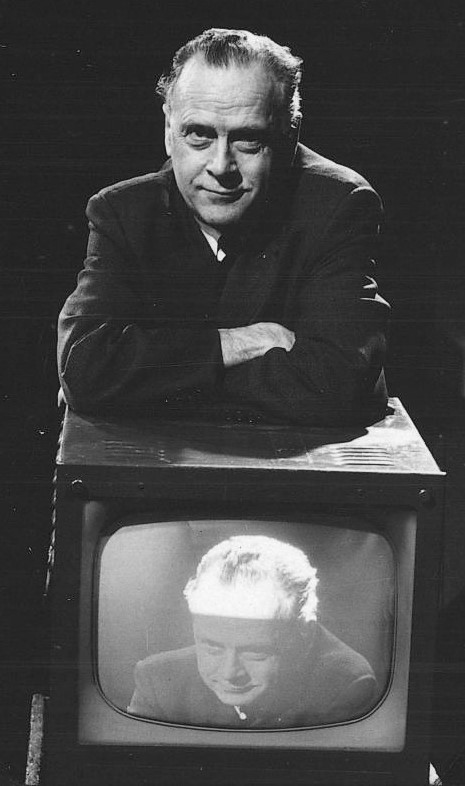
هربرت مارشال مک‌لوهان در سال 1967

#### کودکی و نوجوانی
هربرت مارشال مک لوهان، فرزند السی نائومی و هربرت ارنست مک لوهان، در ایالت ادمونتون آلبرتا به دنیا آمد. برادرش موریس دو سال از او کوچکتر بود. «مارشال» از نام خانوادگی مادربزرگ مادری‌اش گرفته شده بود. والدین او هر دو در کانادا متولد شده بودند. مادر او یک معلم تعمید دهنده بود و بعد از آن به حرفه بازیگری پرداخت. پدرش یک متدیست مذهبی بود و در ادمونتون معاملات ملکی انجام می‌داد. هنگامی که جنگ جهانی اول شروع شد، پدر مک‌لوهان ورشکسته شد و به ارتش کانادا پیوست و پس از یک سال خدمت، به آنفلوانزا مبتلا شد و به دور از جبههٔ جنگ، در کانادا ماند. هنگامی که پدرش از ارتش مرخص شد، خانوادهٔ مک لوهان به وینیپگ منیتوبا نقل مکان کردند. جایی که مارشال بزرگ شد و به مدرسه رفت. ابتدا به مدرسه فنی کلوین رفت و سپس در سال ۱۹۲۸ در دانشگاه منیتوبا نام‌نویسی کرد.

### تحصیل در دانشگاه منیتوبا
مک‌لوهان در رشتهٔ مهندسی منیتوبا مشغول به تحصیل می‌شود اما پس از یک سال به هنر تغییر رشته می‌دهد و با کسب مدال طلای دانشگاه علوم و هنر، کارشناسی خود را در سال ۱۹۳۳ در رشته هنر می‌گیرد. او در سال ۱۹۳۴ کارشناسی ارشد خود را در رشتهٔ زبان انگلیسی از همین دانشگاه کسب کرد.

#### پیوستن به مذهب کاتولیک
در دانشگاه منیتوبا بود که مک‌لوهان به کشمکش درونی خود با مذهب پی برد و به ادبیات روی آورد تا اشتیاق شدید روح خود به حقیقت و زیبایی را ارضا کند که بعدها از این مرحله به‌عنوان ندانم‌گرایی (انگلیسی: Agnosticism) یاد کرد.
او در سال ۱۹۳۷ حین مطالعه درس‌های سه‌گانه (دستور زبان –منطق و معانی بیان) در کمبریج با خواندن مطالب جی. کی. چسترتون (به انگلیسی: G. K. Chesterton) به سوی گرایش نهایی به کاتولیک قدم برداشت. شاید همین نگرش و اندیشهٔ مذهبی بود که از او فردی طبیعت‌گرا ساخت که با تکنولوژی و مدرنیته در تعارض بود.
مک‌لوهان در سال ۱۹۳۵ به مادرش اینچنین نوشت: «اگر با چسترتون برخورد نکرده بودم، شاید حداقل برای سال‌های سال تجاهل‌گرا باقی می‌ماندم». مک لوهان در پایان مارس ۱۹۳۷ فرایند تدریجی اما جامع تغییر مذهب خود را کامل کرد و رسماً مذهب کلیسای کاتولیک رم را پذیرفت. پدرش پس از مشورت با یک کشیش تصمیم او را برای تغییر مذهب پذیرفت اما مادرش احساس می‌کرد که این تغییر مذهب به حرفهٔ پسرش لطمه خواهد زد و تسلی نمی‌یافت. مک‌لوهان در تمام طول زندگی فرد دینداری بود ولی مسئلهٔ مذهب را موضوعی خصوصی می‌دانست. او در طول عمر خود به عدد سه علاقهٔ خاصی داشت: مثل درس‌های سه‌گانه، سه‌گانگی (تثلیث) و گاهی می‌گفت که مریم مقدس از لحاظ فکری او را هدایت کرده‌است.

### تحصیل در انگلستان
او علاقه داشت که تحصیل خود را در دانشگاه آکسفورد ادامه دهد، با این حال نتوانست بورس تحصیلی رودز را برای ورود به آکسفورد حفظ کند و در دانشگاه کمبریج پذیرفته شد.
اگر چه مک‌لوهان قبلاً یک مدرک کارشناسی و کارشناسی ارشد از دانشگاه منیتوبا داشت اما کمبریج از او خواست که به عنوان یک داوطلب وابسته با تحصیلات غیر دانشگاهی ثبت نام کند و به جای سه سال، یک سال برای گرفتن مدرک کارشناسی درس بخواند تا بتواند وارد دوره‌های دکتری شود.
او بالأخره در پاییز ۱۹۳۴ به عنوان دانشجوی مهمان وارد کالج ترینیتی دانشگاه کمبریج شد. تحصیل در این دانشگاه یکی از نقاط عطف در زندگی مک‌لوهان بود چرا که در آنجا زیر نظر آی.ای. ریچاردز (به انگلیسی: I. A. Richards) و ریموند لی ویس (به انگلیسی: F. R. Leavis) مطالعات خود را شروع کرد و پس از مدتی تحت تأثیر مکتب ادبی نقد نو (به انگلیسی: New Criticism) قرار گرفت. بر اساس اندیشهٔ سال‌های پیش، به علت تأکید بر «تعلیم و ادراک» و برخی مفاهیم مانند نظریهٔ پیش‌خوراند ریچاردز، او به استادانی از دانشگاه نسبت داده شد که بر مسیر کارهای بعدی‌اش تأثیر گذاشت. این مطالعات زیربنای مهمی را برای نظریه‌های بعدی او دربارهٔ اشکال مختلف تکنولوژی ایجاد کرد. او مدرک لازم را در سال ۱۹۳۶ از کمبریج گرفت و وارد برنامهٔ فارغ‌التحصیلی آن‌ها شد.

#### اوایل کار و ازدواج
مک‌لوهان به دلیل نیافتن شغل مناسب در کانادا، برای سال تحصیلی ۳۷–۱۹۳۶ به عنوان دستیار استاد در دانشگاه ویسکانسین-مدیسن مشغول کار شد.
او در ادامه فعالیت‌های کاری‌اش، در سال‌های ۱۹۳۷ تا ۱۹۴۴ به تدریس زبان انگلیسی در دانشگاه سنت لوئیس پرداخت (البته برای یک سال ۱۹۳۹–۱۹۴۰ که به علت برگشت به کمبریج این روند متوقف شد). مک‌لوهان در سنت لوئیس درس‌هایی را دربارهٔ ویلیام شکسپیر تدریس می‌کرد و استاد راهنما، دوست و همراه والتر جی. آونگ (انگلیسی: Walter J. Ong) بود؛ کسی که بعدها تبدیل به یکی از صاحب‌نظران بنام عرصه ارتباطات و تکنولوژی شد و رسالهٔ دکترایش را در زمینه موضوعی که مک لوهان توجهش را به آن جلب کرده بود، نوشت.
در سنت لوئیس، مک‌لوهان همسر آینده‌اش را هم ملاقات کرد و در ۴ اوت ۱۹۳۹ با کورین وئیس (۱۹۱۲–۲۰۰۸) که یک معلم و بازیگر از اهالی فورت ورث تگزاس بود، ازدواج کرد. آن‌ها سال ۱۹۳۹ تا ۱۹۴۰ را با یکدیگر در کمبریج گذراندند، جایی که مک‌لوهان مدرک کارشناسی ارشد خود را گرفت (در ژانویه ۱۹۴۰) و کار بر روی رسالهٔ دکترای خود دربارهٔ توماس ناش (انگلیسی: Thomas Nash) و هنر کلامی را آغاز کرد.
مارشال و کورین مک‌لوهان ۶ فرزند داشتند: اریک، ماری و ترزای دوقلو، استفانی، الیزابت و مایکل. مخارج زیاد یک خانوادهٔ بزرگ، سرانجام مک‌لوهان را به سمت کارهای تبلیغاتی و پذیرش مشاوره و گفتگوهایی پی‌درپی برای شرکت‌های بزرگ از جمله آی‌بی‌ام و ای‌تی اند تی سوق داد.

### دکتری
هنگامی که مک‌لوهان در انگلستان بود، جنگ جهانی دوم در اروپا آغاز شده‌بود و به همین سبب، اجازهٔ کامل کردن و ارائهٔ رسالهٔ خود را در آمریکا، بدون نیاز به برگشت به کمبریج برای دفاع شفاهی گرفت و راهی آمریکا شد.
در سال ۱۹۴۰، مک‌لوهان و همسرش به سنت لوئیس برگشتند و با ادامهٔ تدریس در دانشگاه، زندگی خانوادگی خود را آغاز کردند.
او دکترای خود را در دسامبر ۱۹۴۳ گرفت. رسالهٔ دکترای مک‌لوهان از دانشگاه کمبریج(۱۹۴۲)، تاریخچه هنرهای کلامی: دستور زبان، منطق و بلاغت (که جمعاً به درس‌های سه‌گانه شناخته می‌شود) را از دوران سیسرون تا زمان توماس نش را بررسی می‌کند. او پس از بازگشت به کانادا، از سال ۱۹۴۴ تا ۴۶ در کالج اسامپشن دانشگاه ویندزور ایالت انتاریو تدریس کرد.

### آشنایی با هارولد اینیس
مک‌لوهان در سال ۱۹۴۶ به تورنتو رفت و به استادان کالج سنت میشل که یکی از کالج‌های کاتولیک دانشگاه تورنتو است پیوست، جایی که هیو کنر (به انگلیسی: Hugh Kenner) یکی از دانشجویان او بود.
در همان‌جا بود که مک‌لوهان با هارولد اینیس (به انگلیسی: Harold Innis)، اقتصاددان و محقق ارتباطات کانادایی، که از همکارانش بود آشنا شد؛ فردی که تأثیر زیادی بر کارها و اندیشه‌های مک‌لوهان گذاشت و این تأثیر در نگارش کتاب کهکشان گوتنبرگ بروز پیدا کرد. مک‌لوهان در سال ۱۹۴۶ اینچنین نوشت: «خوشوقت می‌شوم وقتی که به کتاب خود «کهکشان گوتنبرگ» به عنوان شرحی بر مشاهدات اینیس دربارهٔ بحث دستاوردهای روانی اجتماعی: اول نوشتن و سپس چاپ؛ می‌نگرم».
مک‌لوهان وقتی دید اینیس یکی از کتاب‌های او را به عنوان منبع درسی برای دانشجویان سال چهارم اقتصاد معرفی کرده شگفت زده شد.
اینیس به همراه مک‌لوهان، پیدایش تلویزیون را راه حل مناسبی برای بازگشت تعادل، مشارکت و نقطهٔ عطفی جهت جلوگیری از میهن‌شیفتگی (به فرانسوی: Chauvinisme) می‌دانست.
یکی از دلایل اهمیت مک‌لوهان این است که او زمانی نظریات خود را اعلام کرد که نگرش‌های فرهنگ‌گرایانه و پارادایم اثرات محدود در اوج قدرت خود بودند و اینیس هم بااین‌که کم‌تر با فرهنگ‌گرایان درگیر بود، در همین فضا و علیه آن می‌نوشت.

### کارهای بعدی و شهرت
در اوایل دههٔ ۱۹۵۰، مک‌لوهان سمینارهای ارتباطات و فرهنگ را در دانشگاه تورنتو با بودجه بنیاد فورد آغاز کرد. با افزایش اعتبارش، پیشنهادهای بیشتری را از دانشگاه‌های مختلف دریافت کرد و دانشگاه تورنتو برای حفظ او، مرکز فرهنگ و تکنولوژی را در سال ۱۹۶۳ تأسیس کرد.
او در دههٔ ۵۰ میلادی، اولین اثر مهم خود یعنی عروس مکانیکی (۱۹۵۱) را منتشر کرد که در آن تأثیر تبلیغات بر جامعه و فرهنگ را بررسی می‌کرد و همچنین به همراه ادموند کارپنتر (به انگلیسی: Edmund Snow Carpenter) نشریه‌ای مهم به نام «کاوش» را منتشر کردند. او در نامه‌ای که در تاریخ ۳۱ می ۱۹۵۳ به والتر آونگ نوشته، اطلاع داده‌است که از طرف بنیاد فورد اعانه‌ای دو ساله به مبلغ ۴۳ هزار دلار دریافت کرده تا یک پروژه ارتباطی در دانشگاه تورنتو بر پا کند که استادان دانشگاهی با نظم و هماهنگی متفاوت در آن شرکت می‌کنند و این امر باعث ایجاد مجله شد.
مک‌لوهان به همراه هارولد اینیس، اریک ای هاولوک، نورتروپ فرای (به انگلیسی: Northrop Frye) و کارپنتر به عنوان افراد برجستهٔ مدرسهٔ نظریه‌های ارتباطات تورنتو شناخته شده‌اند.
در طول این دوره، مک‌لوهان بر تز دکترای نویسندهٔ نوگرا «شیلا واتسون» (به انگلیسی: Sheila Martin Watson) دربارهٔ ویندهام لوئیس (به زبان انگلیسی: Percy Wyndham Lewis) نظارت می‌کرد.
دانشگاه تورنتو به امید جلوگیری از انتقال وی به مؤسسه‌ای دیگر، مرکز فرهنگ و فناوری (CCT) را در سال ۱۹۶۳ ایجاد کرد؛ و او تا سال ۱۹۷۹ در آنجا ماند و بیشتر این مدت را به عنوان رئیس مرکز سپری کرد.
او برای کرسی استادی آلبرت شوایتزر (به آلمانی: Albert Schweitzer) در علوم انسانی فراخوانده شد و یک سال را (۶۸–۱۹۶۷) در دانشگاه فوردهام نیویورک گذراند. در فوردهام تشخیص داده شد به تومور مغزی خوش‌خیم مبتلا شده که درمان موفقیت‌آمیزی داشت. سپس به تورنتو بازگشت؛ جایی که بقیهٔ عمر را در دانشگاهش به تدریس پرداخت و در ویچوود پارک، منطقه‌ای روستایی محصور در تپه‌هایی که به مرکز شهر مشرف هستند، در همسایگی آناتول راپوپورت (به انگلیسی: Anatol Rapoport) زندگی کرد.
در سال ۱۹۷۰ مک‌لوهان به مقام (order of Canada)، یکی از نشان‌های ملی کانادا، رسید. او از آوریل تا می ۱۹۷۵ مهمان کرسی مک درموت در دانشگاه دالاس بود.
شاید مک‌لوهان تنها نظریه‌پرداز رسانه‌ای باشد که تبدیل به یک چهره مشهور شده‌است. او در زمان اوج شهرتش نقش خودش را در سکانس یکی از فیلم‌های برنده اسکار وودی آلن به نام آنی هال (۱۹۷۷) بازی کرد. یک بحث آکادمیک پرشکوه با آلن در صف سینما که با این جملهٔ ناگهانی مک‌لوهان: " تو هیچ چیز دربارهٔ آثار من نمی‌دانی …" به سکوت می‌انجامد. این یکی از پرکاربردترین عباراتی بود که مک‌لوهان دربارهٔ و در جواب کسانی که با او مخالفت می‌کردند، می‌گفت.

#### مرگ
در سپتامبر ۱۹۷۹، مک‌لوهان دچار سکتهٔ مغزی شد که توانایی صحبت کردن او را تحت تأثیر قرار داد. مدت کوتاهی پس از آن دانشکده تحصیلات تکمیلی دانشگاه تورنتو تلاش کرد تا مرکز تحقیقات وی را تعطیل کند، اما اعتراض‌های اساسی، به ویژه توسط وودی آلن (به انگلیسی: Woody Allen) مانع شد.
مک‌لوهان هرگز به‌طور کامل از سکته مغزی بهبود نیافت و در ۳۱ دسامبر ۱۹۸۰، در خواب درگذشت. وی در قبرستان مقدس کراس در تورن‌هیل انتاریو در کانادا به خاک سپرده‌شد.

## فعالیت‌های عمده
مک‌لوهان در طول سال‌های حضور در دانشگاه سنت لوئیس، به‌طور هم‌زمان بر دو پروژه کار می‌کرد: رساله دکترایش و دستنوشته‌ای که سرانجام با عنوان عروس مکانیکی: فرهنگ عامه انسان صنعتی در سال ۱۹۵۱ چاپ شد که منتخب مطالبی بود که او از پیش برای آن آماده کرده‌بود.
مک‌لوهان در نوشتن آثار بعدی‌اش، گاهی از مفاهیم لاتین درس‌های سه‌گانه استفاده می‌کرد تا بتواند تصویری منظم و سیستماتیک از دورهٔ زبانی خاصی درتاریخ فرهنگ غرب را بنمایاند. مک‌لوهان پیشنهاد می‌کند که به عنوان مثال، مشخصهٔ قرون وسطی تأکید بر مطالعهٔ رسمی منطق بود. او بیان می‌کند کلید پیشرفت که به رنسانس منجر شد در دوباره‌خوانی متون کهن نبود بلکه در تغییر جهت توجه از مطالعهٔ رسمی منطق، به بلاغت و زبان بود و باور داشت که این روند در مکتب نقد نو ریچاردز و لیویس با مثال نشان داده شده‌است.
تام وولف (به انگلیسی: Tom Wolfe) اظهار می‌کند که کارهای مک‌لوهان تأثیراتی پنهان از پیر تیلار دو شاردن انگلیسی: Pierre Teilhard de Chardin، فیلسوف کاتولیک، گرفته‌است که نظراتش دربارهٔ ایده‌های مک‌لوهان مخصوصاً ایدهٔ تکامل تدریجی ذهن بشر بیشتر به «بیوسفر» نزدیک است. وولف بیان می‌کند که چون مک‌لوهان فکر می‌کرد وابستگی او به یک متخصص الهیات کاتولیک، گرچه دو شاردن که در فهرست ممنوعه کلیسای رم قرار داشت، ممکن است باعث شود روشنفکرانی که سعی در جذب آن‌ها داشت مطالبش را رد کنند و بنابراین در کتاب‌های منتشر شده‌اش همهٔ ارجاع‌ها به دو شاردن را حذف کرد، در حالیکه در باطن به این تأثیرها اعتراف داشت.

### ایده‌ها و نظریات مهم
مک‌لوهان برخلاف بیشتر نظریه‌پردازان که آثار و دیدگاه‌هایشان خارج از دانشگاه خوانده نمی‌شود به عنوان دانشمندی که ادبیات را فراگرفته و جذب فناوری رسانه‌های جمعی شده بود، افکارش مورد توجه بسیاری از مردم قرار گرفت.
وی در برخی نوشته‌ها و جملات مشهورش از کارل مارکس الهام گرفته بود اما بخش عمده نظریه‌های خود را بر مبنای عقاید اینیس بنیان نهاد.
عقاید او در دههٔ ۱۹۷۰ به سرعت جذابیت خود را از دست داد و در دههٔ ۱۹۹۰، با بالا گرفتن بحث دربارهٔ جهانی‌شدن، دوباره جریان پیدا کرد.
مک‌لوهان معتقد بود فناوری‌های رسانه‌ای، امتداد انسان‌اند. بقیهٔ کارهای مک‌لوهان که تلاش می‌کند تا نشان دهد رسانه چگونه «بودن در جهان» ما را تعیین می‌کند، در واقع تلاش او برای ارائهٔ یک تحلیل پدیدارشناسانه از زندگی در «دهکدهٔ جهانی» و در کل فضاهای رسانه‌ای است که رسانه‌ها ایجاد می‌کنند.
جبرگرایی فناورانه
مک‌لوهان در کتاب درک رسانه‌ها می‌گوید اثر فناوری در سطح عقاید یا مفاهیم پیش نمی‌آید، بلکه شیوهٔ درک ما را به صورت پیاپی و بدون مقاومت عوض می‌کند. او در این دیدگاه اظهار می‌کند که این فناوری است که جامعه را شکل می‌دهد و تحولات فناورانه تغییر اجتماعی را رقم می‌زنند و باعث پیشرفت اجتماعی می‌شوند.
فناوری به عنوان یک نیروی مستقل و تاحدودی خارج از جامعه دیده می‌شود و یک فناوری خاص می‌تواند منجر به پیامدهای خاص شود. برای مثال فناوری رایانه باعث بیکاری می‌شود. اما این فرض که اثرات فناوری در درون خود فناوری شکل می‌گیرد و بافت اجتماعی :این پیامدها را متفاوت نمی‌کند، مسئله‌آفرین است.
او معتقد بود که با شکل‌گیری هر رسانه‌ای برای حس‌های ما نتایج اجتماعی خاصی به وجود می‌آید. برای مثال افراد با توجه به اینکه روزنامه می‌خوانند یا تلویزیون تماشا می‌کنند، دنیا را به گونه‌ای متفاوت درک می‌کنند.
امتداد
مک لوهان معتقد بود که کل فناوری‌های رسانه‌ای از الفبا تا کامپیوتر امتداد انسان‌اند.افراد برای ارتباط با دنیای بیرون، از حواس خود استفاده می‌کنند و حواس انسانی به عنوان کانال‌های ارتباطی تلقی می‌شوند. افراد در گذشته، به صورت مستقیم و بی‌واسطه از طریق حواس با پدیده‌ها ارتباط برقرار می‌کردند؛ اما امروزه با پیشرفت تکنولوژی ابزارهای ارتباطی نقش واسطه دارند و به صورت غیر مستقیم با دنیای بیرون ارتباط برقرار می‌کنند.
مک‌لوهان ابزار را امتدادی از حواس انسان می‌دانست. برای مثال معتقد بود چرخ امتداد پا، لباس امتداد پوست و خط امتداد چشم است.
سوگیری زمان و مکان در رسانه‌های ارتباطی
در پی آثار هارولد اینیس که بر اهمیت فناوری نوشتاری در ایجاد و حفظ امپراتوری‌ها در دنیای باستان تأکید داشت، مک‌لوهان «سوگیری» زمان و فضا را در رسانه‌های ارتباطی گوناگون برجسته کرد. برخی از رسانه‌ها نسبت به زمان سوگیری دارند مانند پیام‌هایی که در گذشته روی سنگ‌ها حکاکی می‌شدند؛ سنگ به آسانی قابل جابه جایی نبود اما پیامش تا سالیان دراز می‌ماند و به نسل‌های آینده منتقل می‌شد. برخی دیگر نیز نسبت به مکان سوگیری دارند مانند نوشته‌های کاغذی که پیام را به سرعت در فضا پخش می‌کنند اما به ماندگاری نوشته روی سنگ‌ها نیستند. در نتیجه، این برجستگی بعد زمانی و مکانی شیوه‌های موجود در ارتباطات هر جامعه‌ای، مرزی را بر محیط فعالیت‌های آنان قائل می‌شود.
کهکشان‌های ارتباطی (مراحل تحول جوامع انسانی)
از دیدگاه مک‌لوهان، جوامع انسانی طی سه مرحله تحول پیدا کرده‌اند.
۱. کهکشان شفاهی یا تمدن باستانی در این تمدن‌ها، بیان شفاهی و دریافت شنیداری پررنگ است و حس شنوایی برتری دارد. مک‌لوهان این دوره را دودمانی و قبیله‌ای می‌داند که ادراک انسان از جهان خارج به شکل مستقیم و به‌وسیله حواس طبیعی‌اش صورت می‌گرفت.
۲.کهکشان گوتنبرگ کهکشان گوتنبرگ، شامل مجموعهٔ پیچیده‌ای از پدیده‌های فرهنگی است که در اثر اختراع ماشین چاپ پدید آمده‌است. با اختراع خط و کتابت حس بینایی برتری یافت و از این راه، محتوای تفکر بشر تغییر کرد. مک‌لوهان معتقد است نوشته نیاز به نوعی تمرکز حواس و تأمل شخصی دارد و در پایان، باعث منسوخ شدن نظام قبیله‌ای و پیدایش فردگرایی، نخبه‌گرایی و ناسیونالیسم می‌شود. همچنین باور داشت فرهنگ نوشتاری، حافظه انسانی را کوتاه‌تر کرد زیرا اطلاعات به شکل کتاب ذخیره می‌شد.
۳. کهکشان مارکونی یا تمدن الکترونیک در این دوره دوباره حس شنوایی چیره می‌شود. به نظر مک لوهان این امر بازگشتی به نظام قبیله‌ای در سطح جهانی است (دهکده جهانی). در این دوره رسانه‌های الکترونیکی یا به صورت دقیق‌تر وسایل ارتباط جمعی نوین مانند مطبوعات، رادیو، تلویزیون، اینترنت و … با گسترش خود فاصله‌های زمانی و مکانی میان انسان‌ها را از بین برده‌اند و جهان کنونی را به یک دهکدهٔ کوچک تبدیل کرده‌اند که در آن افکار و اعمال جوامع از یکدیگر پنهان نیستند و در عین حال، تاریخ شاهد ظهور نوعی جدید از فردگرایی انسانی است.
رسانه پیام است
مک لوهان می‌گوید در حقیقت، پیام واقعی عبارت از خود وسیلهٔ پیام‌رسانی یا رسانه است، یا به عبارت ساده‌تر تأثیر یک رسانه بر افراد یا جامعه، به میزان شدت تغییرات در مقیاس‌ها و معیارهایی بستگی دارد که هر فناوری جدید یا هر امتدادی از وجود، در زندگی روزمره پدیدمی‌آورند.
رسانه سرد و گرم
زمانی که رسانه‌ای بتواند یکی از حواس انسانی را امتداد بخشد و حساسیت بالایی را نصیب آن سازد، به آن رسانهٔ گرم می‌گویند مانند رادیو یا سینما؛ و رسانه سرد، رسانه‌ایست که حساسیت کمی را ایجاد می‌کند؛ به عنوان مثال کلام، رسانه‌ای سرد است. به عبارت ساده‌تر رسانه‌ای که مخاطب برای دریافت پیامش نیاز به تمرکز کمی داشته باشد، گرم و اگر نیاز به تمرکز بالایی داشته باشد، رسانهٔ سرد است.
رادیو، طبل قبیله‌ای
مک لوهان می‌گوید رادیو کاملاً با شنوندگانش خصوصی می‌شود و نوعی رابطهٔ بین فردی میان مجری و شنونده پدید می‌آید و از درون همین تماس‌هاست که صدای بوق‌ها و طبل‌های رقص قبیله‌ای به گوش می‌رسد و خاصیت اصلی و بنیادین این رسانه که در طبیعت رادیو وجود دارد، همین‌جا پدیدار و موجب می‌شود تا فرد با جامعه عجین شود و همه یکصدا شوند.
تلویزیون، غول خجالتی
تلویزیون رسانه‌ای سرد است و توان ارائهٔ موضوعات داغ را ندارد و به بیان «ادیت فرون» یک غول خجالتی است که نمی‌تواند گفتگوهای خیلی خاص و عمیق را با شدّت لازم ارائه کند؛ زیرا اساساً تلویزیون رسانه‌ای است که با شخصیت‌های جدّی، رفتاری ناخوشایند دارد.
محیط و ضد محیط
در نگاه مک‌لوهان محیط مجموعه‌ای از شرایط و موقعیت‌هاست که افراد وجود آن را پذیرفته و به آن عادت کرده‌اند، به شکلی که درک و تشخیص آن به صورت خودآگاه امکان ندارد و هنگامی که انسان محیط خود را شناخت، این محیط قدیمی در قالب محتوایی جدید در می‌آید. فهم و شناخت نسبت به محیط زمانی به وجود می‌آید که مفهوم ضد محیط مطرح شود. او می‌گوید انسان‌ها تا اندازه‌ای در محیط زندگی خود غرق می‌شوند که همه چیز را با آن عینک می‌نگرند و به همین دلیل برای داشتن اندیشه‌ای نو باید نسبت به محیطی که در آن قرار داریم فاصله بگیریم و به گونه‌ای دیگر به آن بنگریم. مک‌لوهان باور داشت تخصص‌گرایی علاوه براینکه باعث می‌شود افراد در حوزه‌ای خاص صاحب‌نظر شوند، موجب عدم شکوفایی و توسعه دیگر ابعاد وجودی‌شان می‌شود و اعتقاد داشت جوامع به سمت و سویی می‌روند که علاوه بر تخصصی شدن نیازمند یک نگاه کل‌نگر و جامع نیز هستند.
عشق به وسایل
مک‌لوهان باور داشت وسایل، امتداد وجود فرد می‌شوند و او را شیفتهٔ خود می‌کنند.
ژوناس و هانس زیله مجاری: Selye János اعتقاد داشتند در ناراحتی‌های جسمانی، سیستم مرکزی اعصاب انسان با جدا کردن و بی‌حس کردن عضو آزرده، بدن را حفظ می‌کند. مک‌لوهان بر این اساس توجیه می‌کند انسان برای تلاشی که می‌کرد تا امتدادی از خود چون پول را به‌دست‌آورد، دچار تنش می‌شد زیرا وسیلهٔ دستیابی به آن را کامل در اختیار خود نمی‌دید و اختراع چرخ مرهمی برای سنگینی افزاینده بارها شد.
او می‌گوید با پیدایش فناوری‌های الکتریکی، انسان توانست بخشی از سیستم مرکزی اعصاب خود را به بیرون افکند و این را نوعی خودکشی می‌دانست زیرا سایر اعضای بدن با مکانیسم دفاعی خود نتوانستند سیستم عصبی را در برابر عوامل محرک رسانه‌ها حفظ کنند. مک‌لوهان اعتقاد داشت همهٔ اختراعات یا فناوری‌هایی که امتداد یا تفکیکی از بدن ما هستند، نیاز به برقراری روابط متعادل تازه با سایر اعضا و امتدادهای بدن دارند و استفاده از هر یک از امتدادهای بدن به‌گونه‌ای تکنولوژیک، انسان را در اختیار آن پدیده قرار می‌دهد و همین وابستگی همیشگی به امتدادهای تکنولوژیکی ما را در برابر انعکاس‌هایی از خودمان شیفته می‌سازد و به تدریج انسان بندهٔ مکانیسم‌های گوناگون می‌شود. به همین دلیل، اگر ما بخواهیم این اشیا را به خدمت بگیریم، باید آن‌ها را ستایش کنیم.
عروس مکانیکی
مک‌لوهان از اتومبیل به عنوان عروس مکانیکی یاد می‌کند. او بیان کرده‌است که انسان‌ها نسبت به اتومبیل احساس وابستگی دارند. او تغییر شکل اتومبیل‌ها و تغییر یکدستی‌شان را را تأثیری از رسانه‌هایی چون رادیو و تلویزیون می‌دانست که قصد دارند همه چیز را زیباتر و جذاب‌تر نشان دهند تا مخاطب را در دام خود بیندازند. مک‌لوهان باور داشت همان‌طور که با گذشت زمان اسب استفادهٔ تفریحی پیدا کرد و دیگر به عنوان وسیلهٔ نقلیه به کار نرفت، اتومبیل هم در آینده به عنوان وسیلهٔ نقلیه به کار نمی‌رود. وی دربارهٔ زمان خود می‌گوید اتومبیل آدمی را فراگرفته است. او به اتومبیل در فیلم‌های صامت دههٔ ۱۹۲۰ اشاره می‌کند که پدیده‌ای نوین بود و بر پلیس چیره می‌شد. مک‌لوهان باور داشت اتومبیل رسانهٔ اجتماعی گرم است زیرا امتدادی از قدرت انسان است و رانندهٔ آن را به شکل یک ابرمرد ارائه می‌کند.
منطق موزاییکی 
مک‌لوهان باور داشت پدیده‌ها باید در کنار هم قرار بگیرند و به صورت کلی نگریسته شوند. پدیده‌ها در یک حرکت و سیر منطقی قرار ندارد بلکه باید در کنار هم، مثل قطعات موزاییک، چیده شوند و این باعث می‌شود تا انسان نگاه تک‌بعدی نداشته باشد و به معناهای بهتری دست یابد.

### کتاب‌ها
- عروس مکانیکی: فرهنگ عامه انسان صنعتی (۱۹۵۱)
- کهکشان گوتنبرگ: ساخت انسان چاپی (۱۹۶۲)
- درک رسانه‌ها: امتدادهای انسان (۱۹۶۴)
- رسانه پیام است (۱۹۶۷)
- جنگ و صلح در دهکده جهانی (۱۹۶۸)
- فرهنگ، تجارت ماست
- رسانه ماساژ است: فهرستی از اثرات
- رسانه و نور: بازتاب‌ها در دین

عروس مکانیکی: فرهنگ عامه انسان صنعتی، مطالعه‌ای پیشگام در زمینهٔ فرهنگ مردمی (فولکلور) مشهور است. علاقهٔ او به مطالعه انتقادی فرهنگ عامه تحت تأثیر کتاب «فرهنگ و محیط» نوشتهٔ ویندهام لوئیس (به زبان انگلیسی: Percy Wyndham Lewis)اف. آر. لوئیس و دنیس تامپسون که در سال ۱۹۳۳ منتشر شد، شکل گرفت و عنوان عروس مکانیکی از یکی از قطعه‌های ادبی هنرمند دادائیست، مارسل دوشان (به فرانسوی: Marcel Duchamp)، گرفته شده‌است.
مانند کتاب کهکشان گوتنبرگ، عروس مکانیکی از تعدادی مقاله تشکیل می‌شود که می‌توان با هر ترتیبی آن‌ها را خواند. مک لوهان این روش نوشتن کتاب را روش موزائیکی می‌نامید. هر مقاله با یک گفتار یا تبلیغ از یک مجله یا روزنامه شروع می‌شود و سپس مک‌لوهان آن را تحلیل و تفسیر می‌کند. آنالیزها نیز، از نظر زیبایی‌شناسی و هم از نظر مفهوم و دلالت متون و تصاویر و اشکال است.
در عروس مکانیکی، مک‌لوهان جهت توجه خود را به سمت آنالیز و تفسیر تعداد زیادی مثال از اقناع در فولکلور معاصر می‌چرخاند. این در واقع به صورت طبیعی دنبالهٔ کار پیشین او در زمینهٔ کارکرد منطق و معانی بیان درس‌های سه‌گانه کلاسیک در جهت اقناع بود. در این مرحله بود که توجه او به صورت چشمگیری به مطالعه تأثیر رسانه‌های ارتباطی بدون در نظر گرفتن محتوای آنها جلب شد.

#### اهداف مک‌لوهان برای انتخاب مقالات و تبلیغات مورد بحث در کتاب‌هایش
1. توجه مخاطب را به نشانه‌پردازی‌ها و مفاهیمی که شرکت‌های مستقل در تبلیغات به وجود آورده‌اند و به وسیلهٔ آن‌ها منتشر می‌کنند جلب کند.
2. برای اینکه مخاطب را عمیقاً به فکر بیندازد که چنین تبلیغاتی چه چیزی را به صورت ضمنی دربارهٔ جامعه گسترده‌تری که هدفشان است، بیان می‌کنند.[۴۵]

## مارشال مک‌لوهان و اریک مک‌لوهان
اریک مک‌لوهان (به انگلیسی: Eric McLuhan)، فرزند مارشال مک‌لوهان است. مارشال و اریک مک‌لوهان با یکدیگر کتاب‌هایی را نوشتند و علاوه بر آن اریک مک‌لوهان در نگارش برخی کتاب‌های پدرش همکاری داشت.
کتاب‌های مشترک
- قوانین رسانه: دانش جدید (۱۹۹۰)
- رسانه و علت رسمی (۲۰۱۱)
- نظریه‌های ارتباطات (۲۰۱۱)

آن دو به همراه نیل پستمن، در مصاحبه‌ای در سال ۱۹۶۷ اصطلاح بوم‌شناسی رسانه‌ای (به انگلیسی: Media ecology) را نوآوری کردند.
بوم‌شناسی رسانه‌ای

این نظریه، مطالعهٔ رسانه‌ها، فناوری، ارتباطات و چگونگی تأثیر آنها بر محیط‌های انسانی است. بوم‌شناسی رسانه به این موضوع می‌پردازد که چگونه رسانه‌های ارتباطی بر ادراک انسان، فهم، احساس و ارزش انسان تأثیر می‌گذارند و چگونه تعامل ما با رسانه‌ها بر بخت زنده ماندن ما اثر می‌گذارد؛ بالأخره یک محیط، یک سیستم پیچیدهٔ پیام است که شیوه‌های خاص تفکر، احساس و رفتار را به انسان تحمیل می‌کند.

## مک‌لوهان در اندیشه دیگران
نظراتی که مک‌لوهان مطرح کرد در زمان حیات و حتی پس از مرگ وی با موافقت یا انتقادهایی توسط سایر نظریه‌پردازان مواجه شد.
عقاید مک‌لوهان به خاطر جبرگرایی فناورانه‌شان مورد انتقاد بوده‌اند و بسیاری از منتقدان او را به ایمان آوردن به فناوری برای ایجاد تغییر اجتماعی در حالی که نیاز به اصلاح ساختار اجتماعی را نادیده می‌گیرد، متهم می‌کنند.

## نموددهکدهٔ جهانیمکلوهان درجامعهٔ اطلاعاتیمانوئل کاستلز
مهم‌ترین نقد به مک‌لوهان را نظریه پردازان حوزهٔ جامعهٔ اطلاعاتی داشته‌اند. یکی از نظریه‌پردازان جامعه اطلاعات، مانوئل کاستلز (به اسپانیایی: Manuel Castells) است. او در کتاب سه جلدی عصر اطلاعات در بحثی به تحول گذران تاریخ به سوی عصر اطلاعات اشاره می‌کند و از جامعهٔ شبکه‌ای می‌گوید. کاستلز در جایی اظهار می‌کند دهکدهٔ جهانی یک موضوع قدرتمند و قابل توجه در زمان خودش بود ولی با این حال یک پیش‌بینی کاملاً اشتباه بوده‌است و دیگر یک دهکده نیست، بلکه یک شبکهٔ جهانی است. او بیان می‌کند اگر رسانه‌ها به صورت جهانی به هم متصل شوند، دیگر نمی‌توان از دهکدهٔ جهانی گفت، بلکه افراد آگاه در کلبه‌های روستایی شخصی و پخش محلی هستند. در اصل، کاستلز از سویی به تبدیل شدن جوامع محلی به جوامع جهانی اشاره می‌کند و از طرفی دیگر جامعهٔ جهانی را به شکل بخش‌های کوچک و گوناگون معرفی می‌کند که با توجه به نیاز مخاطب شکل می‌گیرد. اما باز هم متأثر از مک‌لوهان، باور دارد موضوع اصلی در رابطه با جامعهٔ شبکه‌ای این نیست که چه چیزی گفته می‌شود، بلکه آنچه مهم است دسترسی به خود شبکه است. به عقیده او در کهکشان‌های مک‌لوهان ارتباطات به صورت یک سویه و در پایان به شکل دوسویه قابل بررسی بود، در حالیکه در جوامع، شبکه‌های ارتباطات چند سویه وجود دارد.

## ژان بودریار: مک‌لوهان فرانسوی

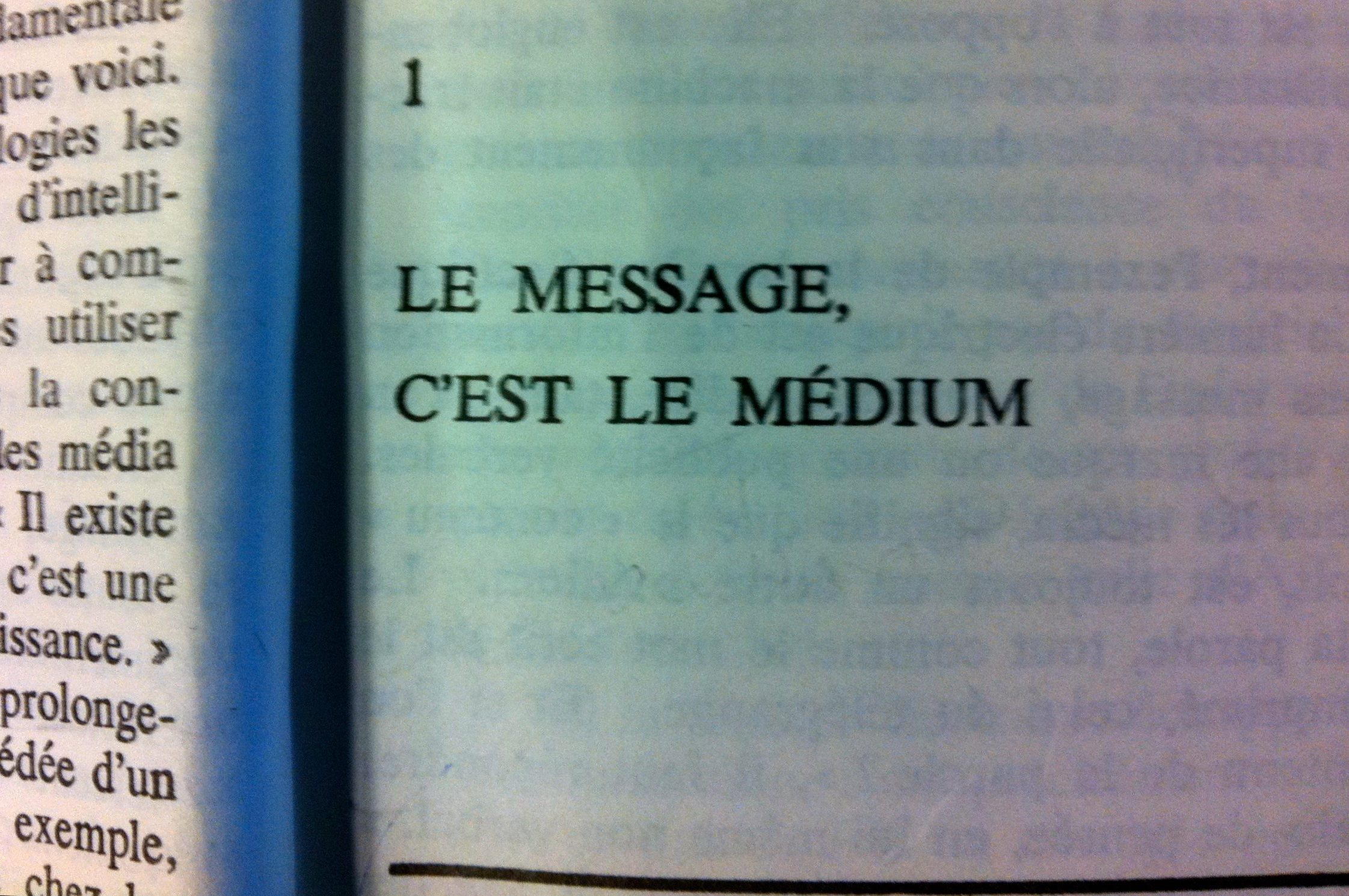
نقل قول مارشال مک لوهان

بودریار (به فرانسوی: Jean Baudrillard)، نظریه‌پرداز پسامدرنیسمو پساساختارگرایی که در زمینهٔ موضوعات رسانه‌ای هم کارهایی داشته‌است که در برخی موارد به دیدگاه‌های مک‌لوهان شباهت ظاهری دارد و به عنوان مک‌لوهان فرانسوی نام گرفت. در اندیشهٔ او ما در دوره‌ای زندگی می‌کنیم که با اطلاعات، پیام‌ها و نشانه‌های متعددی مواجهیم و افراد جدای از اینکه به محتوا و معنای پیام توجه داشته باشند، به دنبال سرگرمی و گذران وقت هستند. بودریار مخالف نظرات مک‌لوهان در این باره است که با گسترش فناوری‌های ارتباطی و رسانه‌ها، سطح درک و شناخت انسان‌ها نسبت به پدیده‌ها افزایش پیدا می‌کند و به این موضوع باور ندارد که رسانه‌ها آن‌گونه که مک‌لوهان در دهکدهٔ جهانی گفته‌است، تصویری شفاف و واضح از جهان ارائه می‌دهند. تأکید مک‌لوهان بر این جمله است که رسانه پیام است؛ در صورتی که بیشتر نظریه‌پردازان جامعه اطلاعات، به‌ویژه کاستلز و بودریار در برابر آن جملهٔ «پیام، رسانه است» را مطرح می‌کنند.

## ارزیابیجاشوا میروویتزاز آراء مک‌لوهان
جاشوا میروویتز (به انگلیسی: Joshua Meyrowitz)، استاد ارتباطات دانشگاه نیوهمپشر در دورهام است. او پس از مک‌لوهان نظریات وی را مورد ارزیابی و در برخی موارد نیز به گسترش آن‌ها پرداخت. میروویتز در بسیاری از موارد با مک‌لوهان هم‌نظر است. برای مثال باور دارد رسانه‌های الکترونیک به خصوص تلویزیون با توجه به پیامدهایی که در درازمدت ایجاد می‌کند، برای جامعه نیز اثرات مهمی دارند. اما او در مورد توازن حس‌ها و اینکه در هر دوره حسی برجسته می‌شود، تقریباً با مک‌لوهان مخالف است. وی می‌گوید این نظریه نمی‌تواند چگونگی اثرگذاری تلویزیون را بر مخاطبان به خوبی توجیه کند. میروویتز بیان می‌کند رسانه‌های الکترونیک با آوردن افراد متفاوت در یک مکان موجب ایجاد تداخل در نقش‌های گوناگونی شدند که قبلاً از یکدیگر قابل تفکیک بوده‌اند و همین تمییز آن‌ها را سخت کرده‌است.